# Поликрат (софист)
Поликрат (др.-греч. Πολυκράτης; около 440—370 годов до н. э.) — афинский софист и ритор. Ученик Горгия. По одной из версий, написал речи обвинителям Сократа Аниту и Мелету. Трактат Поликрата «Обвинение Сократа» повлиял на творчество Платона. Также, подражая своему учителю, написал несколько энкомиев на парадоксальные темы. Ни одно из сочинений Поликрата не сохранилось.

## Биография
О жизни Поликрата практически ничего не известно. Из сохранившихся упоминаний можно сделать вывод о том, что Поликрат жил в Афинах. Был учеником знаменитого софиста и «отца риторики» Горгия. Зарабатывал на жизнь преподаванием философии. Во время олигархического правления в Афинах Тридцати тиранов (404—403 годы до н. э.) покинул город вместе с другими сторонниками демократии. У философа конфисковали имущество, а сам он смог вернуться в родной город вместе с войсками лидера демократов Фрасибула. Впоследствии переехал на Кипр, где и провёл последние годы жизни.
Древнеримский писатель II—III веков Клавдий Элиан назвал оратора и литературного критика Гомера Зоила, чьё имя стало нарицательным для язвительных и мелочных критиков и символом злословия, учеником Поликрата.

## Сочинения
Поликрат написал несколько произведений в жанре парадоксального энкомия, а также речь «Обвинение Сократа». Эсхрион Самосский приписывал Поликрату создание знаменитого в античности руководства по сексу, хотя традиционно его автором называют Филениду Самосскую.

### Парадоксальные энкомии
Поликрат создал несколько парадоксальных энкомиев. Родоначальником жанра считают софиста Горгия. В «Похвале Елене» он взялся за деконструкцию стереотипа и создание нового образа этого мифологического персонажа. Так, Елена Прекрасная для древних греков была олицетворением противоположности женским добродетелям — верности, материнству и честности. Согласно мифам, она изменила мужу, оставила малолетнюю дочь Гермиону и бежала с любовником Парисом из Спарты в Трою, что стало поводом для кровопролитной Троянской войны. Целью Горгия было не восстановление справедливости, а создание апологии (защитной речи), которая бы оправдала Елену в глазах аудитории. Ученики Горгия развивали технику слова и в качестве эксперимента создавали подобные «Похвалы» другим предметам. Среди них был и Поликрат, который создал энкомии Бусирису (фараон Египта, который убивал чужестранцев), Клитемнестре (жена Агамемнона, вместе с любовником убила мужа, который вернулся из военного похода), Парису, мышам, камешкам, горшку и соли.
Сохранилась речь Исократа «Бусирис», в которой он критикует энкомий Поликрата. Среди прочего Исократ писал: «стремящиеся восхвалять кого‑либо должны уметь обнаружить в нём больше положительных качеств, чем у него есть их на самом деле; обвиняющие же должны действовать как раз наоборот. Ты же, составляя свои речи, до такой степени отклонился от этого правила, что, заявляя о своем намерении защищать Бусириса, не только не опроверг выставленных против него обвинений, но даже приписал ему столь великое беззаконие, ужасней которого невозможно сыскать». Согласно Аристотелю, в энкомии мышам Поликрат приводил миф о том, как они перегрызли тетивы луков, тем самым определив результат сражения. Также Поликрата критиковал древнегреческий историк I века до н. э. Дионисий Галикарнасский, назвав его стиль холодным, пошлым и неизящным.

### «Обвинение Сократа»
Согласно одной из античных версий, зафиксированной у Диогена Лаэртского и в византийском энциклопедическом словаре X века «Суда», Поликрат написал речи, которые на суде над Сократом в 399 году до н. э. озвучили главные обвинители Мелет и Анит. Достоверность этого факта ставили под сомнение ещё в античности. То, что речь Поликрата «Обвинение Сократа» существовала, не вызывает сомнений. В ней Поликрат повторял тезисы обвинения и делал однозначный вывод о справедливости приговора. Памфлет упоминали в своих сочинениях современник Поликрата Исократ, а также Фаворин, Квинтилиан, Либаний и др. Фаворин отметил, что в речи Поликрата упомянуто восстановление городских стен Афин стратегом Кононом. Это событие произошло через шесть лет после казни Сократа в 393 году до н. э. На этом основании Фаворин сделал вывод, что речь была составлена не для судебного процесса, а значительно позже в качестве риторического упражнения. Подобную версию озвучил старший современник Фаворина Квинтилиан. Он, в отличие от Фаворина, не привёл каких-либо аргументов, а просто констатировал, что так писали «древние»: «Поликрат хвалил Бузирида и Клитемнестру; и как он же, и с таким же намерением, по сказанию Древних, написал речь против Сократа».
По всей видимости, Поликрат не только обвинял Сократа, но и восхвалял лидеров демократической партии, которые победили олигархов. Конона называли вторым Фрасибулом. Восстановление разрушенных в начале правления Тридцати тиранов городских стен Кононом имело важное, не только оборонительное, но и символическое значение. Демократам было в чём обвинить Сократа. С именами его учеников Алкивиада и Крития древние афиняне связывали поражение в войне со спартанцами, а приход к власти олигархов с последующей гражданской войной. С этой речью были знакомы ученики Сократа Платон и Ксенофонт. По современным оценкам, в своих «Апологиях» учителя они, среди прочего, опровергали поликратовы обвинения. Так, Платон, которого не могли не беспокоить утверждения в приверженности к олигархии, в «Апологии Сократа» уделяет достаточно много внимания противоречиям Сократа с тиранами. Он вкладывает в уста учителя утверждения, что Критий не был его учеником, а также историю о преследовании тиранами некоего Леонта. Во время правления олигархов Сократа и ещё четырёх афинян, вызвали в Толос, где заседали члены правительства, и приказали отправиться на Саламин, чтобы арестовать Леонта. Сократ, понимая все риски, ослушался олигархов и пошёл домой, так как это действие противоречило его внутренним убеждениям.

## В литературе Нового времени
Эразм Роттердамский во введении к «Похвале глупости» писал, что те, кому тематика книги покажется низменной, пусть вспомнят примеры из античности, в том числе и Поликрата, так как «Поликрат и его противник Исократ восхваляли Бусирида».